# Nimbus Boats

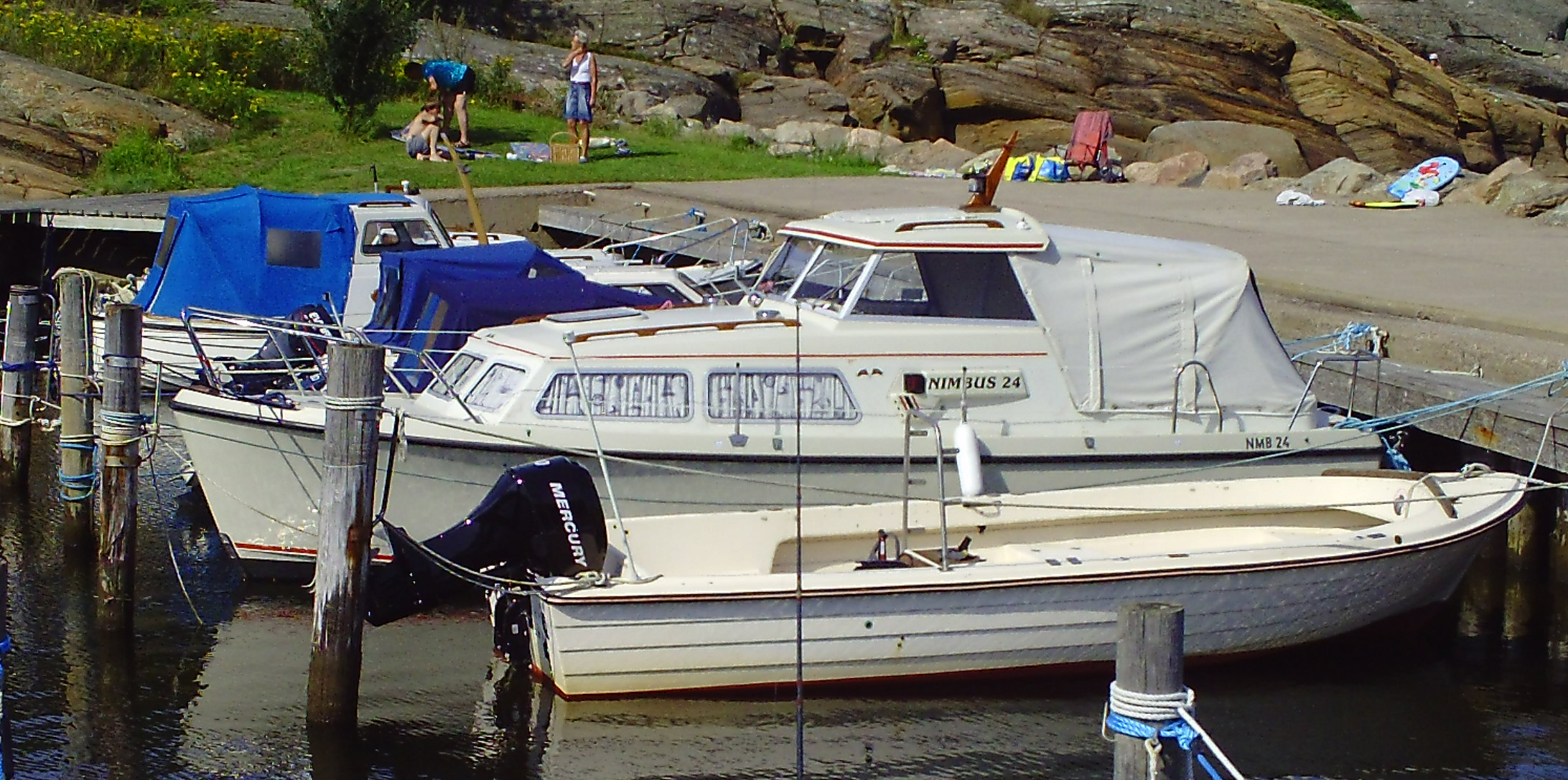
Nimbus 24

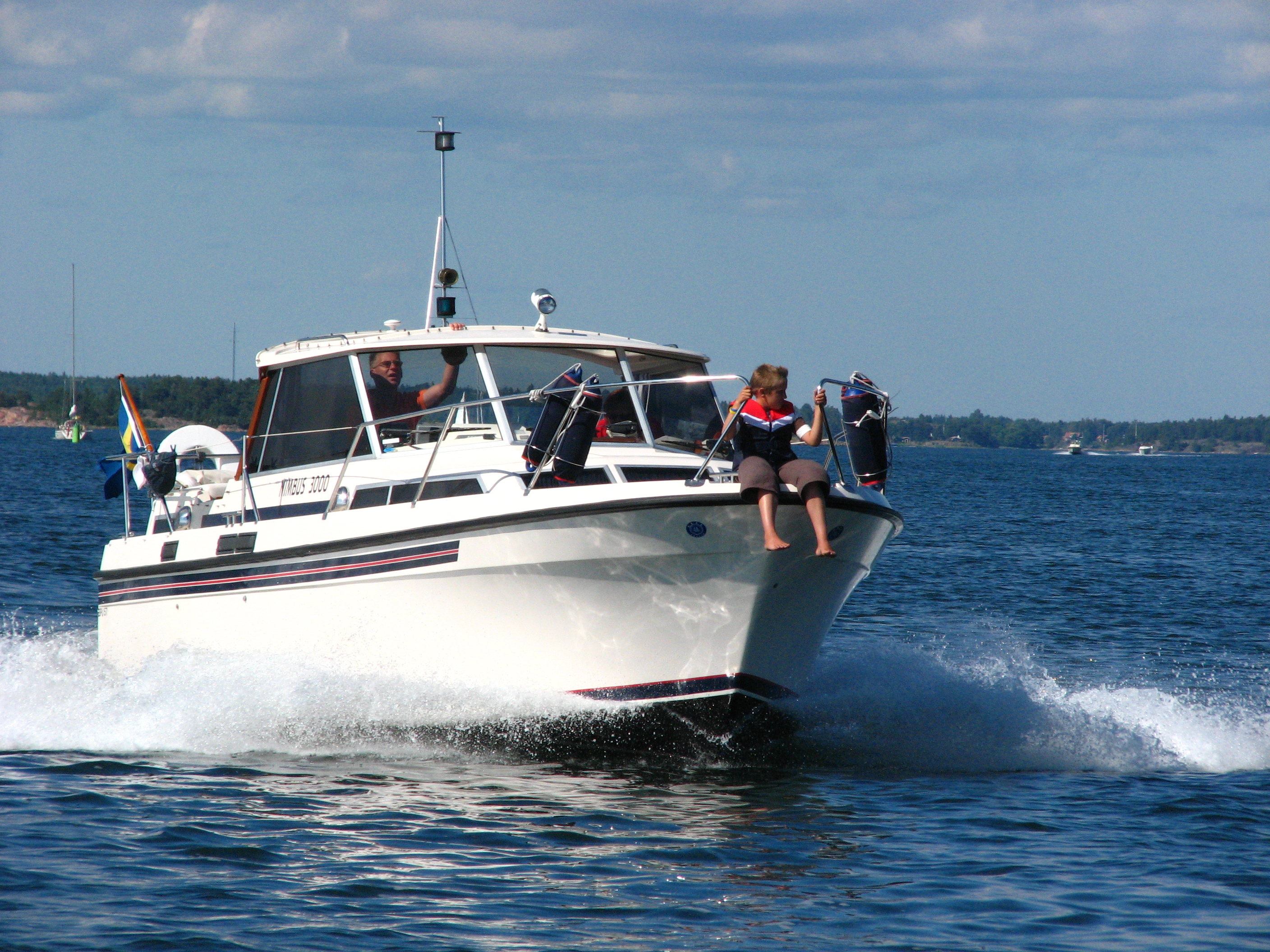
Nimbus 3000

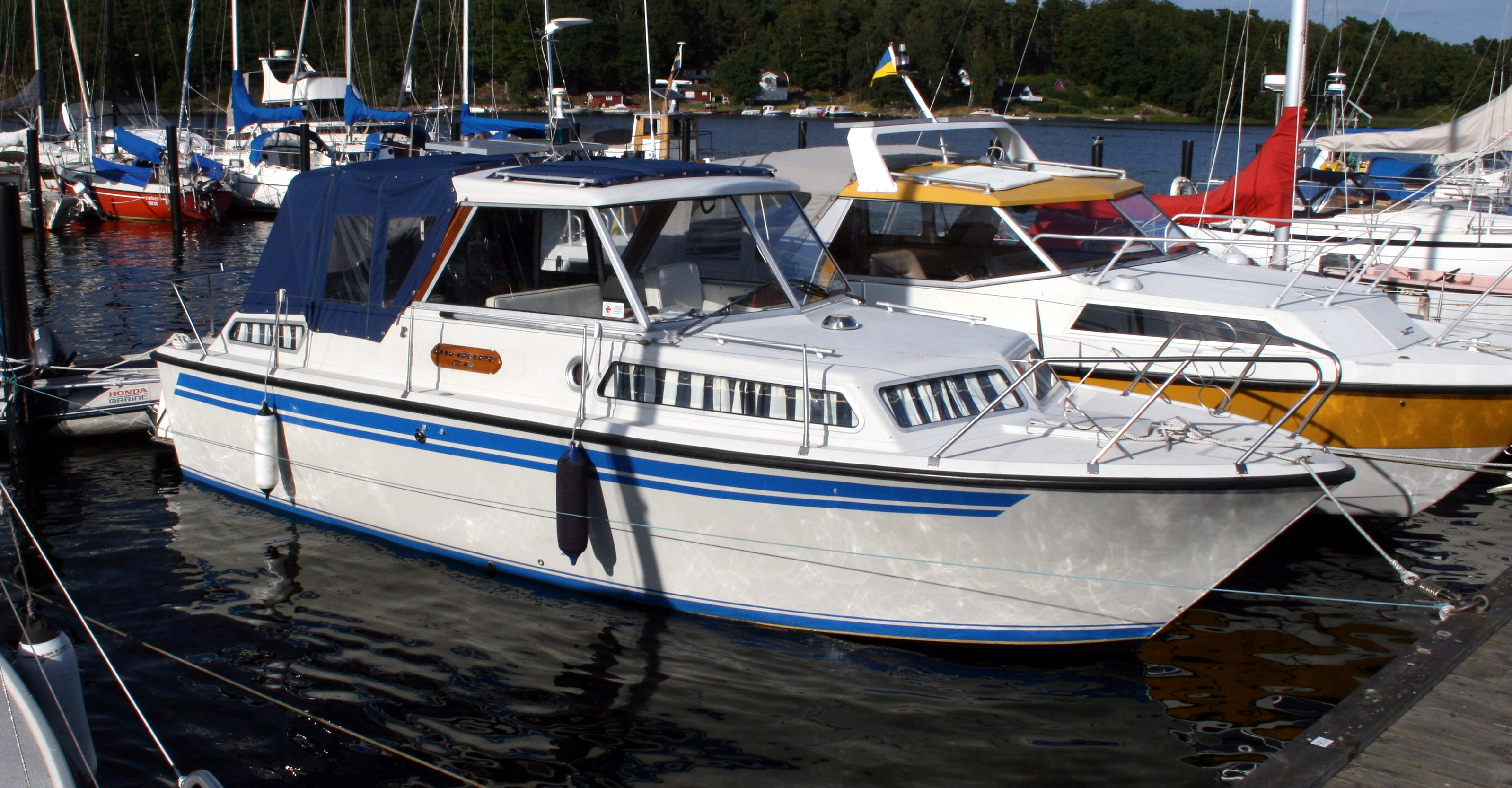
Nimbus 26

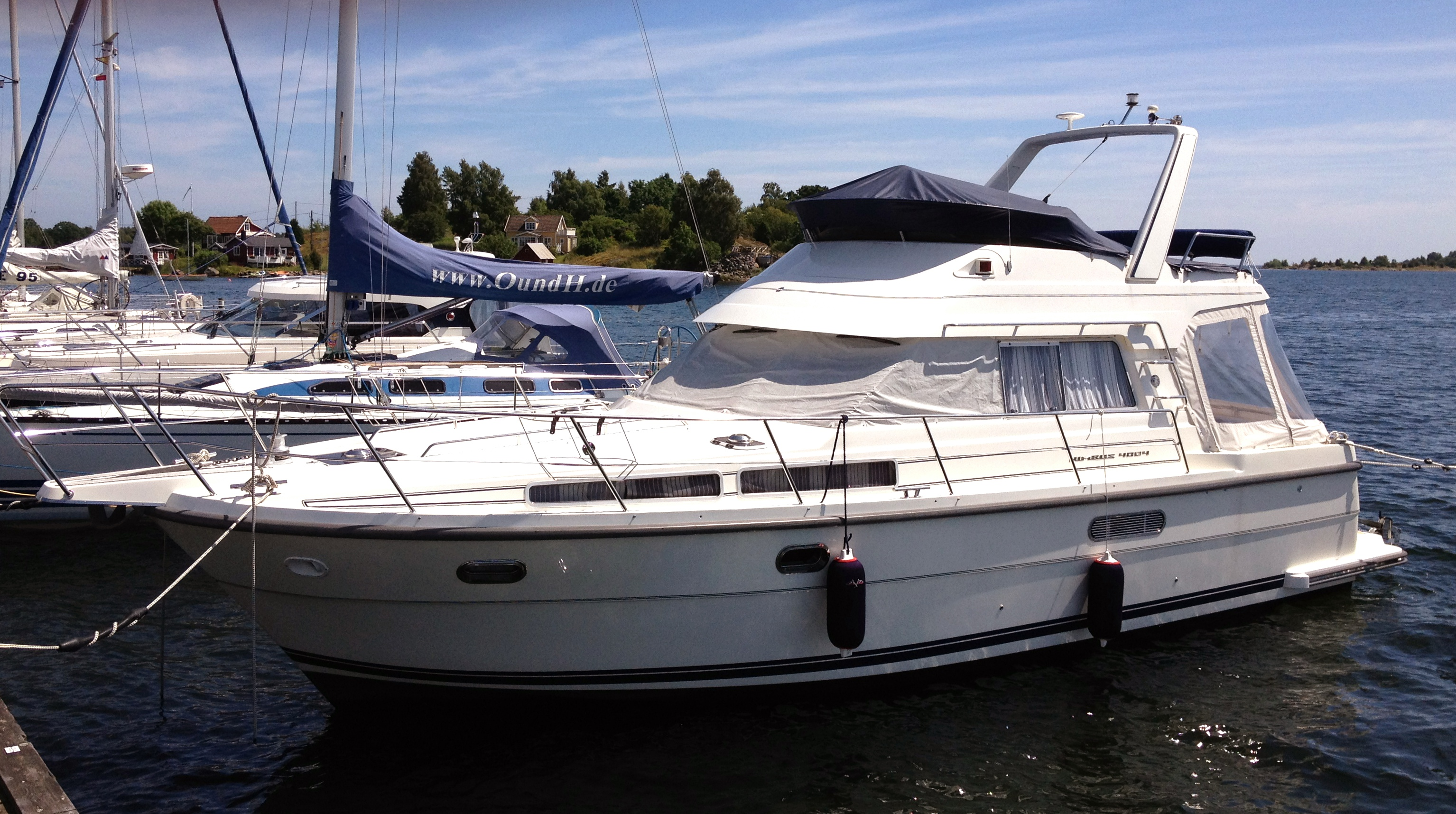
Nimbus 4004

Nimbus Boats är en av Skandinaviens ledande tillverkare av fritidsmotorbåtar. Tillverkningen sker i Mariestad och Norrtälje i Sverige och i Larsmo och i Kuopio i Finland samt i EdgeWater i Florida, USA. Företaget producerar ungefär 1 500 båtar årligen.
Nimbus köpte 2018 finländska Bella Veneet.
Nimbus Group tillverkar båtar under varumärkena  Nimbus, Alukin, Aquador Boats, Flipper Boats, Falcon Boats, Paragon Yachts och EdgeWater Power Boats. Huvudägaren i Nimbus Group är investmentbolaget R12.
Den italienske formgivaren Nuccio Bertones ritade 1998 Nimbus 26 DC Epoca som blev en av de mest eftertraktade båtarna i Nimbus historia.[källa behövs]

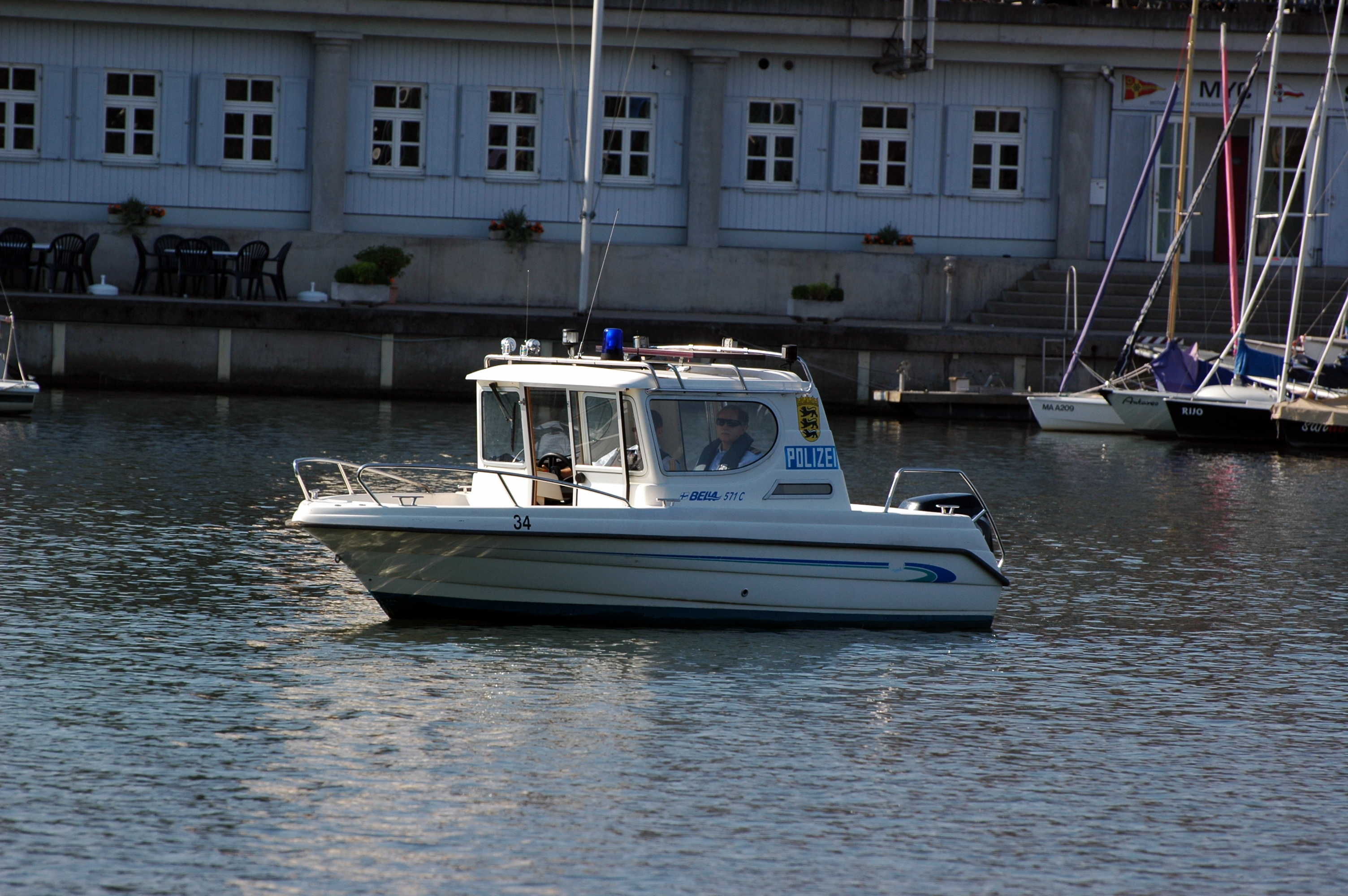
Bella 571C som polisbåt i Heidelberg i Tyskland.

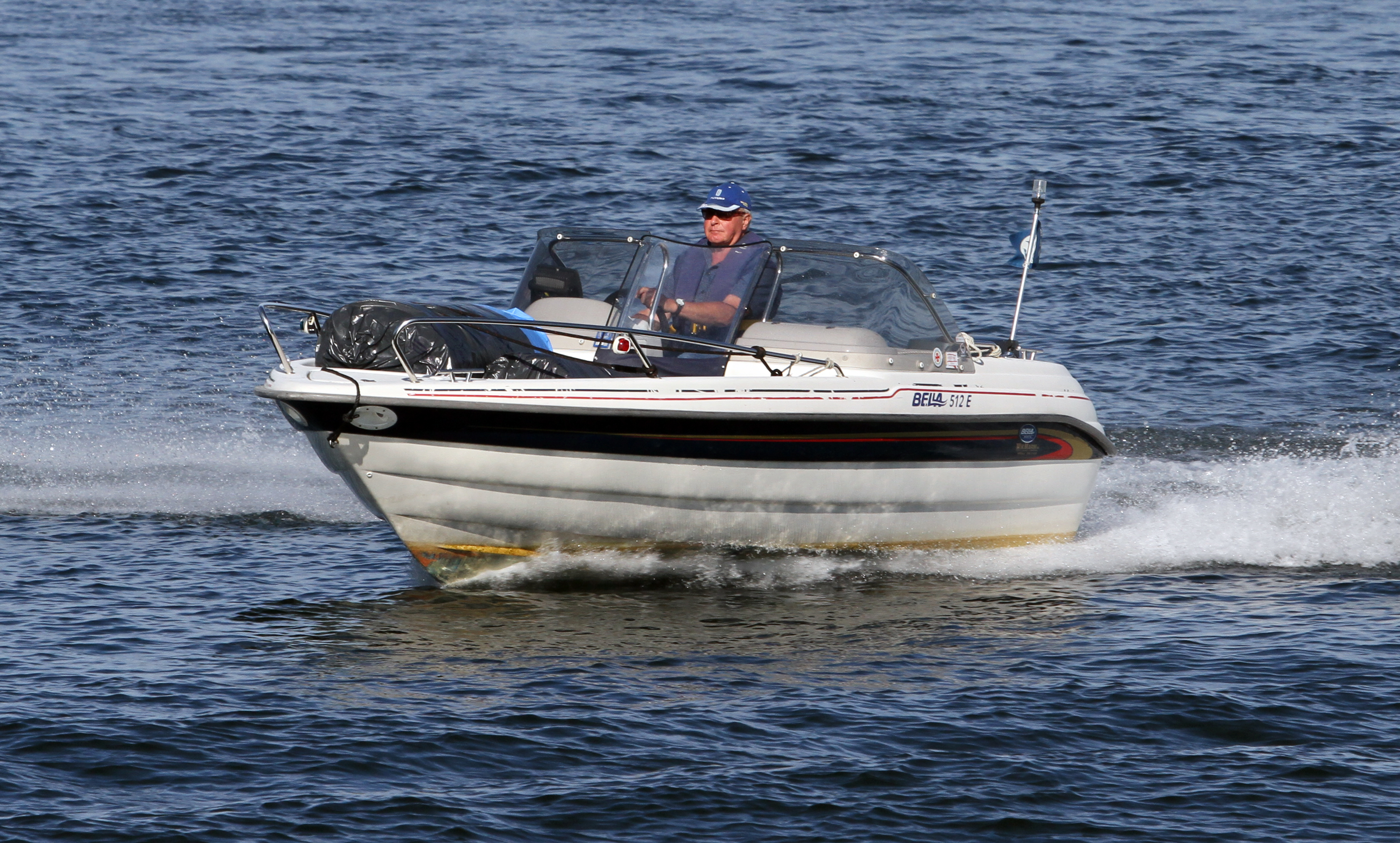
Bella 512E.

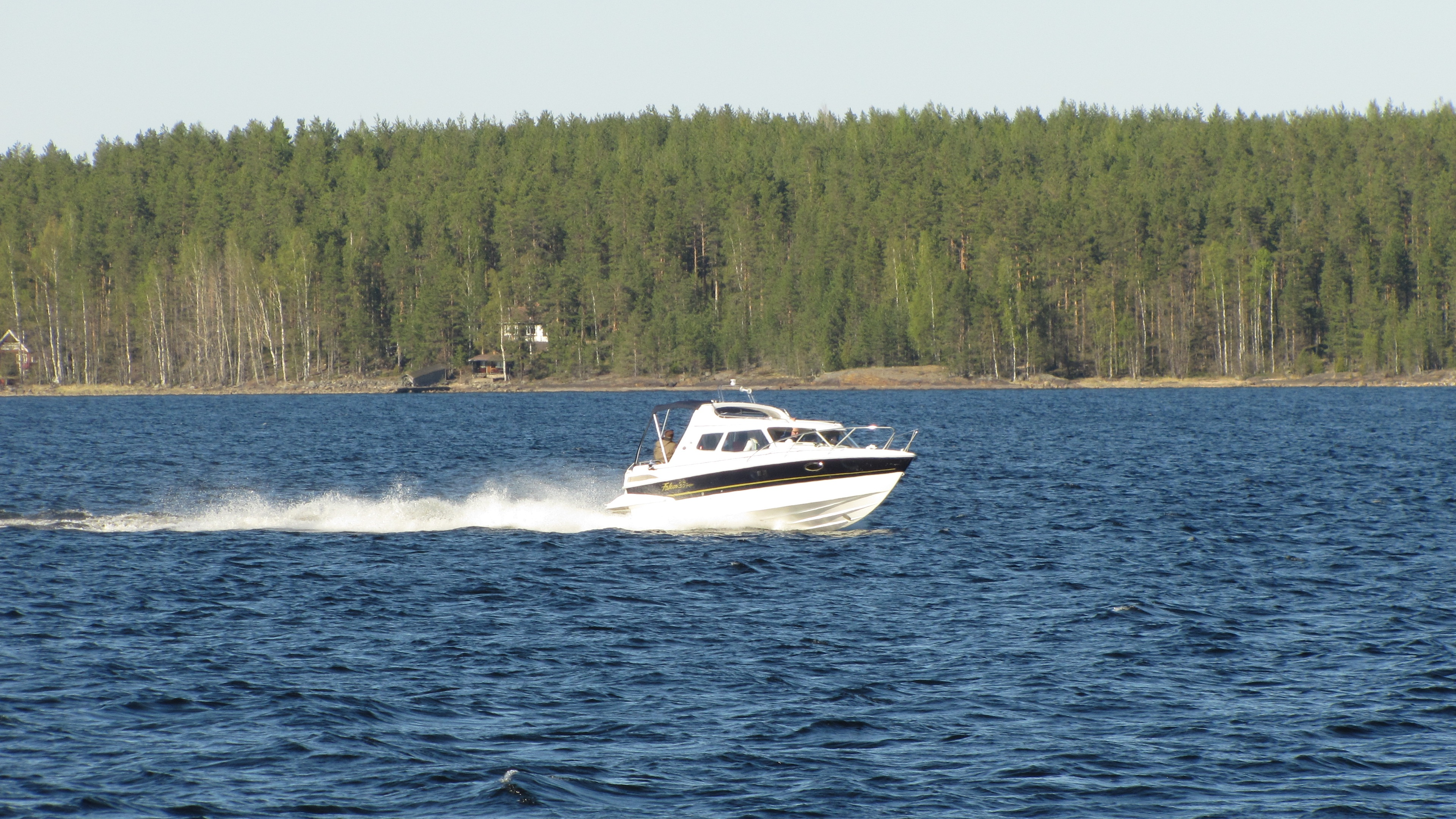
Falcon 35.

Bella-Veneet Oy var en av Finlands största tillverkare av motorbåtar framför allt i glasfiberarmerad plast, med båtar som sålts under varumärkena Bella Boats, Flipper Boats, Aquador Boats och Falcon Boats, det senare för båtar tillverkade i aluminium.
Bella-Veneet köptes i slutet av 2018, då med tillverkning i Kuopio och Larsmo, av Nimbus AB.
Nimbus Boats Group meddelar januari år 2025 att dem tar och säljer små båtarna märkena Bella Boats och även Flipper Boats. Men behåller modellerna Flipper 900 DC och även modellen Flipper 900 ST kommer att bli modeller i  Aquador Boats i stället för i Flipper Boats efter licensering gått ut

## Varumärken

### Aqaudor Boats
Huvudartikel: Aquador Boats
Aquador Boats är företagets varumärke i den övre klassen av båtmodeller. Varumärket har sedan år 2000 varit i företagets ägo.

### Bella Boats
Huvudartikel: Bella Boats
Bella Boats är företagets varumärke i den mellersta klassen av båtmodeller. Varumärket har varit i företagets ägo sedan 1974. Bella Boats tillverkning sker i egna fabriker i Jakobstad och Larsmo i Finland. Ägs av Nimbus sedan år 2018 - till år 2025 och säljer till Cremo Boats.

### Flipper Boats
Huvudartikel: Flipper Boats
Flipper Boats är företagets varumärke för fritidsbåtar. Varumärket har varit i företagets ägo sedan 1992. Ägs av Nimbus sedan år 2018 till år 2025 och säljer till Cremo Boats.

### Falcon Boats
Huvudartikel: Falcon Boats
Falcon boats grundades av Båttillverkaren Bella Boats år 2017 och Falcon Boats tillverkar båtar av aluminium. År 2018 blev de uppköpta av Nimbus Group.

### Alukin Boats
Huvudartikel: Alukin Boats
Alukin Boats Sweden AB är en svensk båttillverkare av aluminiumbåtar i Norrtälje, som grundades omkring 2008 av bland andra Peter Nikula (född 1971). Den första modellen presenterades på mässan Allt för sjön i Stockholm 2008. Ägs sedan år 2020 av Nimbus.

### Paragon Yachts
Huvudartikel: Paragon Yachts
Ägs sedan 2008 av Nimbus.

## Modeller från 1969 och framåt i urval
- Nimbus 19 Nova, 19 fot, 1993
- Nimbus 20 Nova, 20 fot, 1998
- Nimbus 305 Coupé, 30 fot
- Nimbus 305 Drophead, 30 fot
- Nimbus 365 Coupé, 36 fot
- Nimbus 405 Coupé, 40 fot
- Nimbus 405 Flybridge, 40 fot
- Nimbus 495 Flybridge, 49 fot, 2024 -